# WWE Day 1
WWE Day 1 fue un evento anual de pago por visión producido por la empresa de lucha libre profesional estadounidense WWE. El nombre del evento hace referencia al hecho de que se celebró en Año Nuevo, siendo el primero en llevarse a cabo en un 1 de enero y también es la primera vez que WWE realiza dos eventos en dicho mes desde 2007. Sin embargo, la edición de 2023 no se realizó por conflictos de transmisión simultánea de Peacock entre el evento y un juego programado de Sunday Night Football esa noche en NBC.
La programación de Day 1 hizo que se cancelara TLC: Tables, Ladders & Chairs, que estuvo programado para que se lleve a cabo el 19 de diciembre de 2021 y era un evento anual llevado a cabo a fines de año. El periodista Dave Meltzer informó que TLC fue cancelado para permitir mayor promoción a Day 1 después de Survivor Series además de no empalmar ambos pagos por vision. Anteriormente, WWE había anunciado que realizaría un evento de pago por visión el día sábado 1 de enero del 2022, siendo este finalmente Day 1.

## Producción
El 23 de julio de 2021, WWE anunció que realizaría un evento de pago por ver (PPV) en Peacock WWE Network, el día sábado 1 de enero de 2022 en el State Farm Arena en Atlanta, Georgia, que presentaría a luchadores de Raw y SmackDown  El State Farm Arena es la sede de los Atlanta Hawks de la USA Basketball, y el anuncio fue hecho por el armador estelar de los Hawks Trae Young.
El 24 de agosto de 2021, se reveló que el evento se tituló Día 1 (WWE Day 1) debido a que se celebrará en Año Nuevo. Esto marca el primer evento PPV de WWE que se llevará a cabo en la primera fecha del calendario anual. 

## Antecedentes
En el episodio del 25 de octubre de Raw, Seth Rollins ganó un combate de escaleras para convertirse en el aspirante número uno al Campeonato de WWE. En el episodio del 29 de noviembre, se anunció que Rollins recibiría su combate por el título contra el Campeón de WWE Big E en Day 1. Sin embargo, esa misma noche, los oficiales de WWE Adam Pearce y Sonya Deville organizaron un combate no titular entre Big E y Kevin Owens, que también había competido en el combate de escaleras, en el que si Owens ganaba, se añadiría al combate por el título, para disgusto de Rollins, que había estado en desacuerdo con Owens durante las últimas semanas. En un intento de sabotear el combate, Rollins interfirió, por lo que Owens ganó por descalificación y fue añadido al combate por el campeonato, convirtiéndolo en un combate de triple amenaza. A la semana siguiente, después de que Big E derrotara a Owens en un combate de jaula de acero con Rollins como comentarista, Bobby Lashley salió y atacó con saña a los tres. En el siguiente episodio, Lashley, a quien Big E había derrotado por el título en septiembre, explicó sus acciones y exigió ser añadido al combate por el campeonato en Day 1; sin embargo, Owens y Rollins se opusieron, mientras que Big E declaró que no importaba a quién se enfrentara, ya que seguiría siendo campeón después de Day 1. Pearce y Deville entonces salieron y programaron a Lashley para enfrentarse a Owens, Rollins y Big E, respectivamente, donde si ganaba cada combate, sería añadido al combate por el campeonato. Lashley tuvo éxito y fue añadido al combate por el Campeonato de WWE en Day 1, convirtiéndolo en un combate fatal de cuatro esquinas. Durante un evento en vivo, Rollins estaba programado para enfrentarse a Owens y Big E en un Steel Cage Match por el título, pero fue sacado de la lucha debido a que dio positivo por COVID-19, siendo reemplazado por Edge, quien derrotaría a Owens en ese combate.
No obstante, Rollins apareció desde su casa grabando un vídeo diciendo que haría lo posible para recuperarse y no faltar a la lucha titular en Day 1, a pesar de que no le han dado la autorización para competir. Además, Brock Lesnar fue agregado esporádicamente al partido luego del anuncio del diagnóstico positivo COVID-19 de Roman Reigns el 1 de enero, lo que lo convierte en una lucha de Fatal de 5.
En Crown Jewel, Roman Reigns derrotó a Brock Lesnar para retener el Campeonato Universal con ayuda de The Usos (Jey Uso y Jimmy Uso).
 En el SmackDown de la noche siguiente, un iracundo Lesnar atacó a Reigns, a The Usos, a otros luchadores del roster de SmackDown y al personal de seguridad. El funcionario de WWE Adam Pearce suspendió a Lesnar indefinidamente y éste respondió realizando dos F-5 sobre Pearce, quien más tarde multó a Lesnar con un millón de dólares. En el episodio del 26 de noviembre, Sami Zayn ganó una batalla real para convertirse en el aspirante número uno al Campeonato Universal. Sin embargo, inmediatamente después del combate, se anunció que la suspensión de Lesnar se había levantado y que volvería la semana siguiente. En ese episodio, Lesnar convenció a Zayn de enfrentarse a Reigns por el título esa noche. La oficial de WWE Sonya Deville lo hizo oficial y que el ganador defendería el Campeonato Universal contra Lesnar en Day 1. Sin embargo, antes del combate, Lesnar atacó a Zayn, lo que permitió a Reigns derrotar rápidamente a Zayn y retener el título, programando oficialmente a Reigns para defender el campeonato contra Lesnar en Day 1. En el episodio del 17 de diciembre, como Reigns creía que Heyman era el responsable del regreso de Lesnar debido a que antes era su mánager, lo despidió como su consejero especial, y Lesnar salvó a Heyman de una paliza de Reigns y The Usos. Sin embargo, la lucha fue cancelada del evento debido a que Reigns dio positivo por COVID-19.
En el episodio del 29 de noviembre de Raw, Edge hizo su regreso del hiato, que fue su primera aparición después del Draft de WWE de 2021 que entró en vigor el 22 de octubre. Edge, que fue reclutado para Raw, enumeró entonces los nombres de los posibles oponentes a los que aún no se ha enfrentado. The Miz, junto con su esposa Maryse, interrumpió, con Miz también haciendo su regreso del parón tras grabar la 30ª temporada de Dancing with the Stars. Miz se sintió irrespetado ya que su regreso no fue promocionado como el de Edge y también porque no estaba en la lista de potenciales oponentes de Edge. Tras un acalorado intercambio verbal, Miz se burló de luchar contra Edge, sin embargo, Miz lo rechazó y se marchó. La semana siguiente, Edge fue invitado a "Miz TV". Tras otro acalorado intercambio verbal entre ambos, Miz retó a Edge a un combate en Day 1, y este aceptó.
En el episodio del 8 de noviembre de Raw, Liv Morgan ganó un combate fatal de cinco para obtener una oportunidad por el Campeonato Femenino de Raw de Becky Lynch. El combate por el título tuvo lugar en el episodio del 6 de diciembre, donde Lynch retuvo el título utilizando las cuerdas como palanca durante el pin. La semana siguiente, Lynch celebró su victoria e insultó a Morgan. Una iracunda Morgan salió entonces, arremetió contra Lynch por hacer trampa para ganar, y exigió una revancha en Day 1. Las dos se pelearon y Lynch atacó el brazo de Morgan usando los escalones de acero. Lynch entonces aceptó el reto de Morgan.

## Resultados
- Kick-Off: Sheamus & Ridge Holland derrotaron a Cesaro & Ricochet (9:45).[19]
  - Sheamus cubrió a Cesaro después de un «Brogue Kick».
  - Durante la lucha, Holland se lesionó la nariz.
- The Usos (Jey Uso & Jimmy Uso) derrotó a The New Day (Sir Kofi Kingston & King Woods) y retuvo el Campeonato en Parejas de SmackDown (17:05).[20]
  - Jimmy cubrió a Kingston después de un «3-D».
- Drew McIntyre derrotó a Madcap Moss (con Happy Corbin) (9:45).[21]
  - McIntyre cubrió a Moss después de un «Claymore».
  - Durante la lucha, Corbin interfirió a favor de Moss.
- RK-Bro (Randy Orton & Riddle) derrotó a The Street Profits (Angelo Dawkins & Montez Ford) y retuvo el Campeonato en Parejas de Raw (11:15).[22]
  - Orton cubrió a Ford después de un «RKO» en el aire.
  - Después de la lucha, ambos equipos se dieron la mano en señal de respeto y celebraron con el grupo Migos.
- Edge derrotó a The Miz (con Maryse) (20:00).[23]
  - Edge cubrió a The Miz después de un «Spear».
  - Durante la lucha, Maryse interfirió a favor de The Miz, mientras que Beth Phoenix interfirió a favor de Edge.
- Becky Lynch derrotó a Liv Morgan y retuvo el Campeonato Femenino de Raw (17:00).[24]
  - Lynch cubrió a Morgan después de revertir un «ObLIVion» en un «Manhandle Slam».
- Brock Lesnar  derrotó a  Big E (c), Seth Rollins, Kevin Owens y Bobby Lashley (con MVP) y ganó el Campeonato de WWE (8:25).[25]
  - Lesnar cubrió a Big E después de un «F-5».
  - Originalmente, la lucha era entre Big E y Rollins, pero Owens fue agregado posteriormente, convirtiendo la lucha en Triple Threat match.
  - Posteriormente, Lashley fue agregado, convirtiendo la lucha en Fatal 4-Way match.
  - Finalmente, Lesnar fue añadido a esta lucha tras la cancelación de la lucha entre él y Roman Reigns por el Campeonato Universal de WWE por positivo de COVID-19 de Reigns, convirtiéndola en un Fatal 5-Way match.